# Oresmaux
Oresmaux és un municipi francès situat al departament del Somme i a la regió dels Alts de França. L'any 2007 tenia 822 habitants.

## Demografia

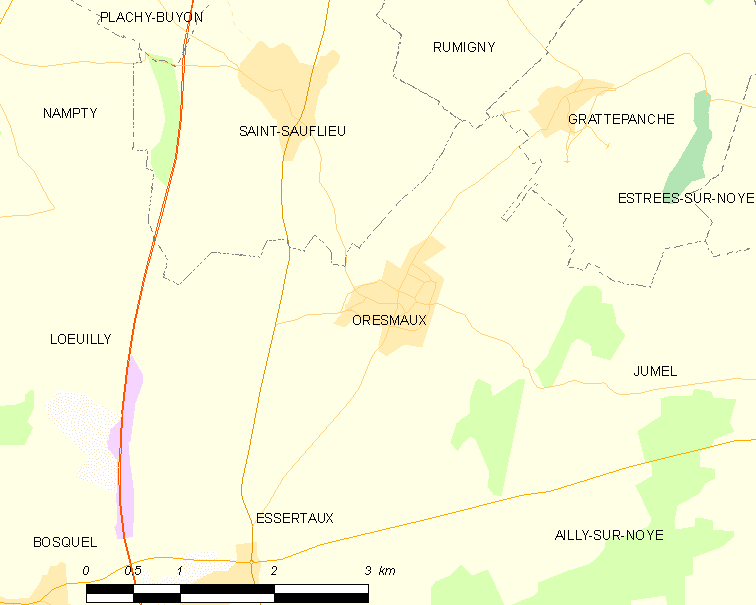
mapa municipi

### Població
El 2007 la població de fet d'Oresmaux era de 822 persones. Hi havia 304 famílies de les quals 48 eren unipersonals (28 homes vivint sols i 20 dones vivint soles), 104 parelles sense fills, 140 parelles amb fills i 12 famílies monoparentals amb fills.
La població ha evolucionat segons el següent gràfic:

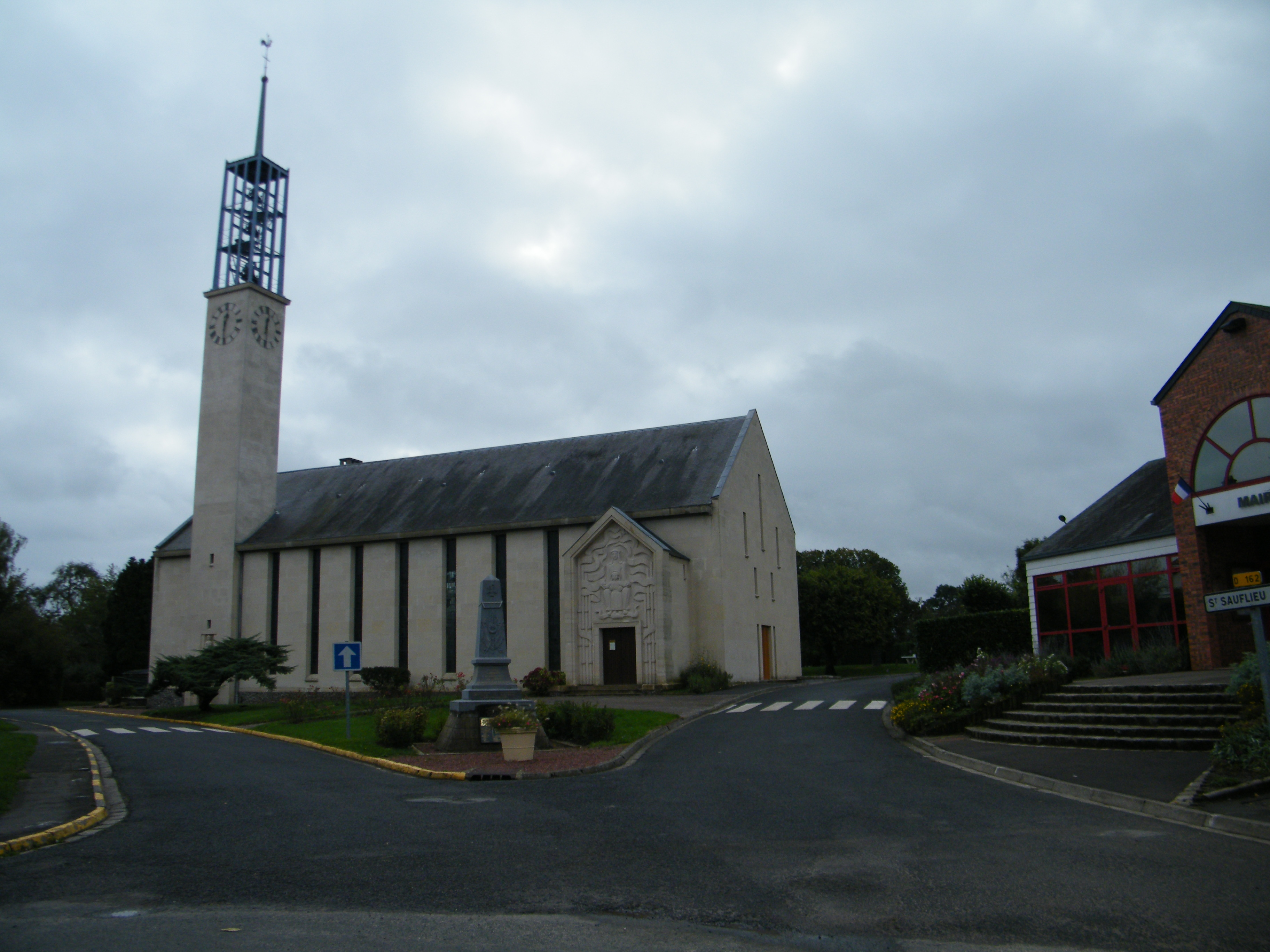
església

Habitants censats

### Habitatges
El 2007 hi havia 333 habitatges, 307 eren l'habitatge principal de la família, 8 eren segones residències i 18 estaven desocupats. 326 eren cases i 6 eren apartaments. Dels 307 habitatges principals, 245 estaven ocupats pels seus propietaris, 47 estaven llogats i ocupats pels llogaters i 15 estaven cedits a títol gratuït; 1 tenia una cambra, 8 en tenien dues, 28 en tenien tres, 69 en tenien quatre i 200 en tenien cinc o més. 260 habitatges disposaven pel capbaix d'una plaça de pàrquing. A 117 habitatges hi havia un automòbil i a 174 n'hi havia dos o més.

### Piràmide de població

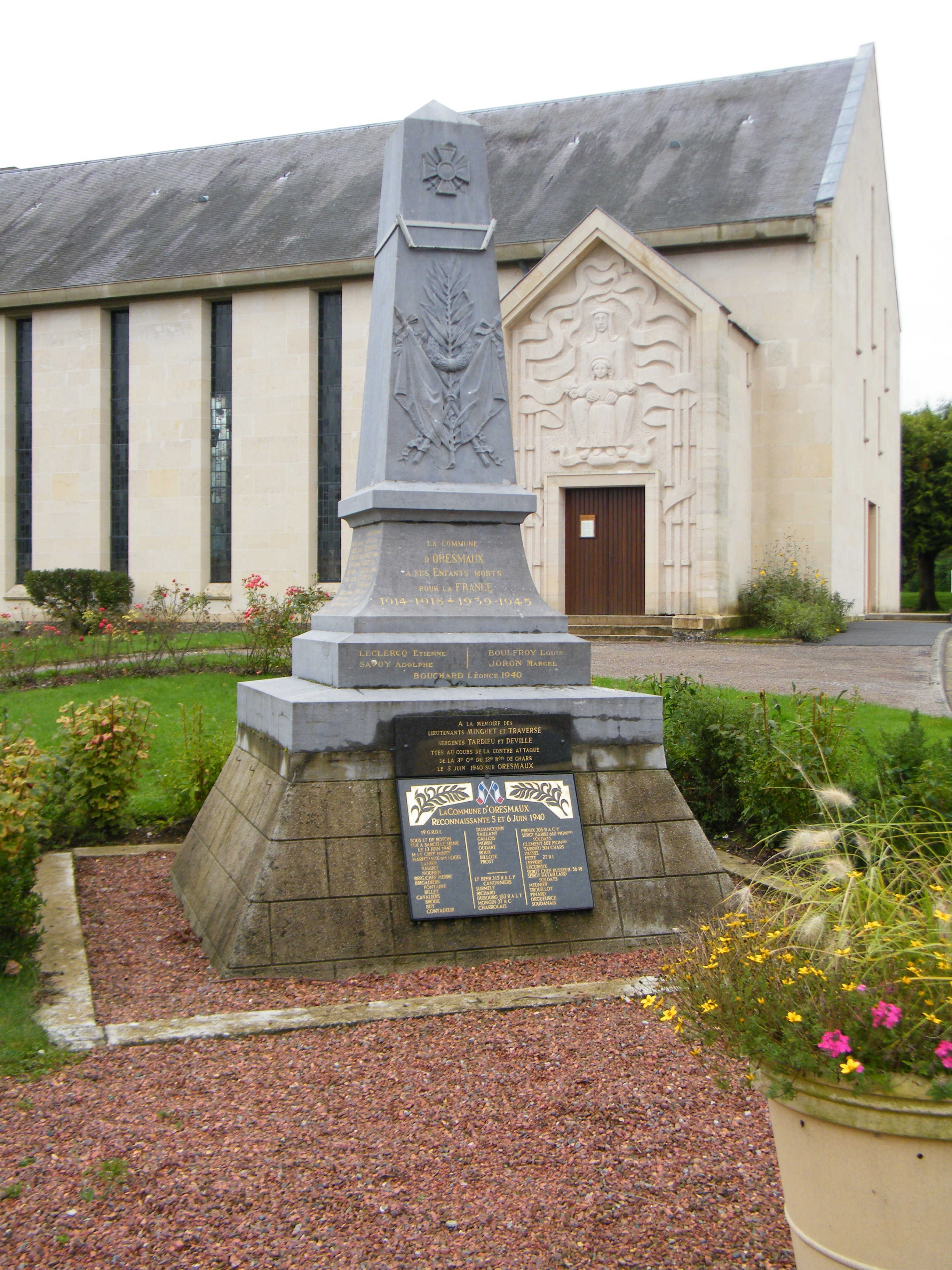

La piràmide de població per edats i sexe el 2009 era:
| Homes | Edats   | Dones |
| ----- | ------- | ----- |
| 0     | 95 o +  | 0     |
| 0     | 90 a 94 | 8     |
| 4     | 85 a 89 | 0     |
| 4     | 80 a 84 | 0     |
| 24    | 75 a 79 | 12    |
| 12    | 70 a 74 | 12    |
| 24    | 65 a 69 | 12    |
| 4     | 60 a 64 | 20    |
| 24    | 55 a 59 | 12    |
| 28    | 50 a 54 | 44    |
| 32    | 45 a 49 | 32    |
| 40    | 40 a 44 | 28    |
| 12    | 35 a 39 | 20    |
| 40    | 30 a 34 | 24    |
| 20    | 25 a 29 | 32    |
| 32    | 20 a 24 | 12    |
| 20    | 15 a 19 | 24    |
| 28    | 10 a 14 | 28    |
| 24    | 5 a 9   | 16    |
| 24    | 0 a 4   | 16    |

## Economia
El 2007 la població en edat de treballar era de 558 persones, 408 eren actives i 150 eren inactives. De les 408 persones actives 376 estaven ocupades (193 homes i 183 dones) i 32 estaven aturades (13 homes i 19 dones). De les 150 persones inactives 56 estaven jubilades, 64 estaven estudiant i 30 estaven classificades com a «altres inactius».

### Ingressos
El 2009 a Oresmaux hi havia 321 unitats fiscals que integraven 830,5 persones, la mediana anual d'ingressos fiscals per persona era de 19.614 €.

### Activitats econòmiques
Dels 23 establiments que hi havia el 2007, 2 eren d'empreses extractives, 2 d'empreses alimentàries, 1 d'una empresa de fabricació d'altres productes industrials, 8 d'empreses de construcció, 1 d'una empresa de comerç i reparació d'automòbils, 1 d'una empresa de transport, 1 d'una empresa d'hostatgeria i restauració, 2 d'empreses immobiliàries, 2 d'empreses de serveis i 3 d'empreses classificades com a «altres activitats de serveis».
Dels 10 establiments de servei als particulars que hi havia el 2009, 2 eren paletes, 1 guixaire pintor, 1 fusteria, 2 lampisteries, 2 perruqueries i 2 agències immobiliàries.
L'únic establiment comercial que hi havia el 2009 era una fleca.

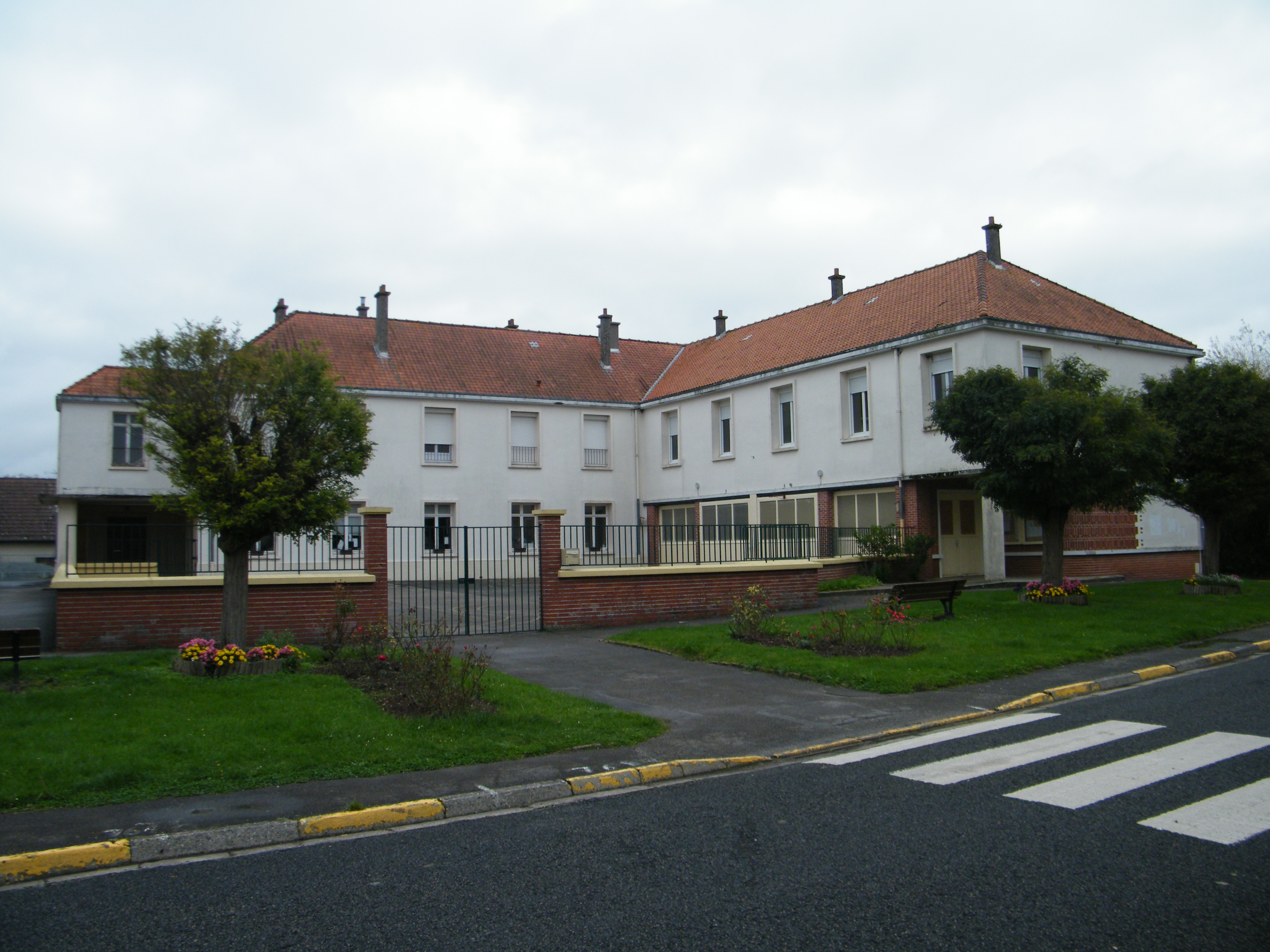

L'any 2000 a Oresmaux hi havia 23 explotacions agrícoles que ocupaven un total de 923 hectàrees.

## Equipaments sanitaris i escolars
El 2009 hi havia una escola elemental.

## Poblacions més properes
El següent diagrama mostra les poblacions més properes.